# Катаевцы (Зуевский район)
Катаевцы — деревня в Зуевском районе Кировской области в составе Кордяжского сельского поселения.

## География
Находится недалеко к северу от железнодорожной линии Киров-Пермь на расстоянии примерно 10 километров на запад-северо-запад от районного центра города Зуевка.

## История
Известна была с 1671 года. В 1764 году учтено 30 жителей. В 1873 году отмечено дворов 8 и жителей 61, в 1905 11 и 86, в 1926 21 и 129, в 1950 12 и 39. В 1989 4 жителя. 

## Население
Постоянное население не было учтено как в 2002 году, так и в 2010.